# پرواز کن (ترانه نیکی میناژ)
«پرواز کن» (به انگلیسی: Fly) نام ترانهٔ نوشته شده توسط رپر تریندادی، نیکی میناژ برای اولین آلبومش جمعه صورتی می‌باشد. این ترانه به عنوان هشتمین و آخرین ترانه از آلبوم، در ۳۰ اوت ۲۰۱۱ منتشر شد. این آهنگ با همکاری ریانا ضبط شد.

" پرواز کن" از نظر منتقدان نظرات مثبت بسیاری را کسب کرد. بسیاری از آنها این ترانه را مستقل از ترانه‌های دیگر دیدند و در نظر آنها این ترانه برای بعد احساسی آلبوم مناسب بوده است. در ایالات متحده، این ترانه توانست رتبه ۱۹ را در ۱۰۰ آهنگ داغ بیلبورد بدست آورد.